# Gastard
Gastard – wieś w Anglii, w hrabstwie Wiltshire. Leży 47 km na północny zachód od miasta Salisbury i 142 km na zachód od Londynu. Miejscowość liczy 435 mieszkańców.